# لاکهید تی۲وی سی‌استار
لاکهید تی۲وی سی‌استار (به انگلیسی: Lockheed T2V SeaStar) یک هواگرد ساختِ کارخانهٔ لاکهید کورپوریشن در کشور ایالات متحده آمریکا است . نخستین استفاده‌کنندهٔ این هواگرد نیروی دریایی ایالات متحده آمریکا بوده‌است. این هواگرد برای نخستین بار در ۱۵ دسامبر ۱۹۵۳ میلادی مورد استفاده قرار گرفت.